# جيسي بريغز
جيسي بريغز هو لاعب كرة القدم الكندية كندي، ولد في 14 أبريل 1990 في كيلونا في كندا.